# Црква Свете Петке Параскеве у Горњем Залуковику
Црква Свете Петке Параскеве једнобродна је грађевина у селу Горњи Залуковик, општина Власеница, Република Српска. Припада епархији зворничко-тузланској, а посвећена је Светој Петки Параскеви.
Градња цркве започета је 1998. године. Пројекат је урађен према храму у Торинама код Добоја. Сазидана је од блокова, покривена бакром и има звоник са једним звоном. Када је градња завршена, Епископ зворничко-тузлански Василије осветио је храм 2003. године.
Црква није живописана, иконостас је израђен у столарској радионици у Власеници, а иконе су каширане. Поред цркве налази се гробље, а у току је изградња светосавске сале у непосредној близини цркве.